# San Fabián (Pangasinán)
San Fabián  (Bayan ng  San Fabian - Ili ti San Fabian)  es un municipio filipino de primera categoría, situado en la isla de Luzón. Forma parte de la provincia de Pangasinán situada en la Región Administrativa de Ilocos, también denominada Región I.

## Geografía
Municipio ribereño del Golfo de Lingayén, situado en el norte de la provincia en el límite con La Unión. Forma parte del  Área Metropolitana de Dagupán.
Linda al norte con el municipio de Rosario de La Unión; al sur con el de San Jacinto; al este con los de Sisón y de Pozorrubio; y al oeste con el de Mangaldán.

### Barangays
El municipio  de San Fabián se divide, a los efectos administrativos, en 34 barangayes o barrios, conforme a la siguiente relación:
| - Alacán - Ambalangan-Dalín - Angio - Anonang - Aramal - Bigbiga - Binday - Bolaoen - Bolasi - Cabaruán | - Cayanga - Colisao - Gumot - Inmalog del Norte - Inmalog del Sur - Lekep-Butao - Lipit-Tomeeng - Longos Central | - Longos-Amangonan-Parac-Parac - Longos - Mabilao - Nibaliw Central - Nibaliw del Este - Nibaliw Magliba - Nibaliw Narvarte (Sabangan) | - Nibaliw Vidal (Nibaliw del Oeste) - Palapad - Población - Rabon - Sagud-Bahley - Sobol - Tempra-Guilig - Tiblong - Tocok |  |

## Historia
Angio fue el lugar preferido para el descanso y  recreo de la Orden Dominicana.
La fundación de San Fabián data del 23 de marzo de 1717.
En 1818 San Fabián tenía una disputa de límites con Mangaldán.
El río Angalacán, el límite entre ambos municipios, frecuentemente se desbordaba debido a las inundaciones. En 1900 ambos municipios llegaron a aun acuerdo.
Durante la Ocupación estadounidense de Filipinas San Fabián fue escenario de combates de la conocida como Guerra filipino-estadounidense.
En 1903 el municipio de Álava pasa a formar parte del de San Fabián, convirtiéndose en uno de sus barrios.
En octubre de 2009, San Fabián fue uno de los lugares más afectadas por las inundaciones causadas por la liberación de agua de la presa de San Roque.

## Lugares de interés
- Playa de Nibaliw Oeste
- Playa de Mabilao
- Playa de Bolasi

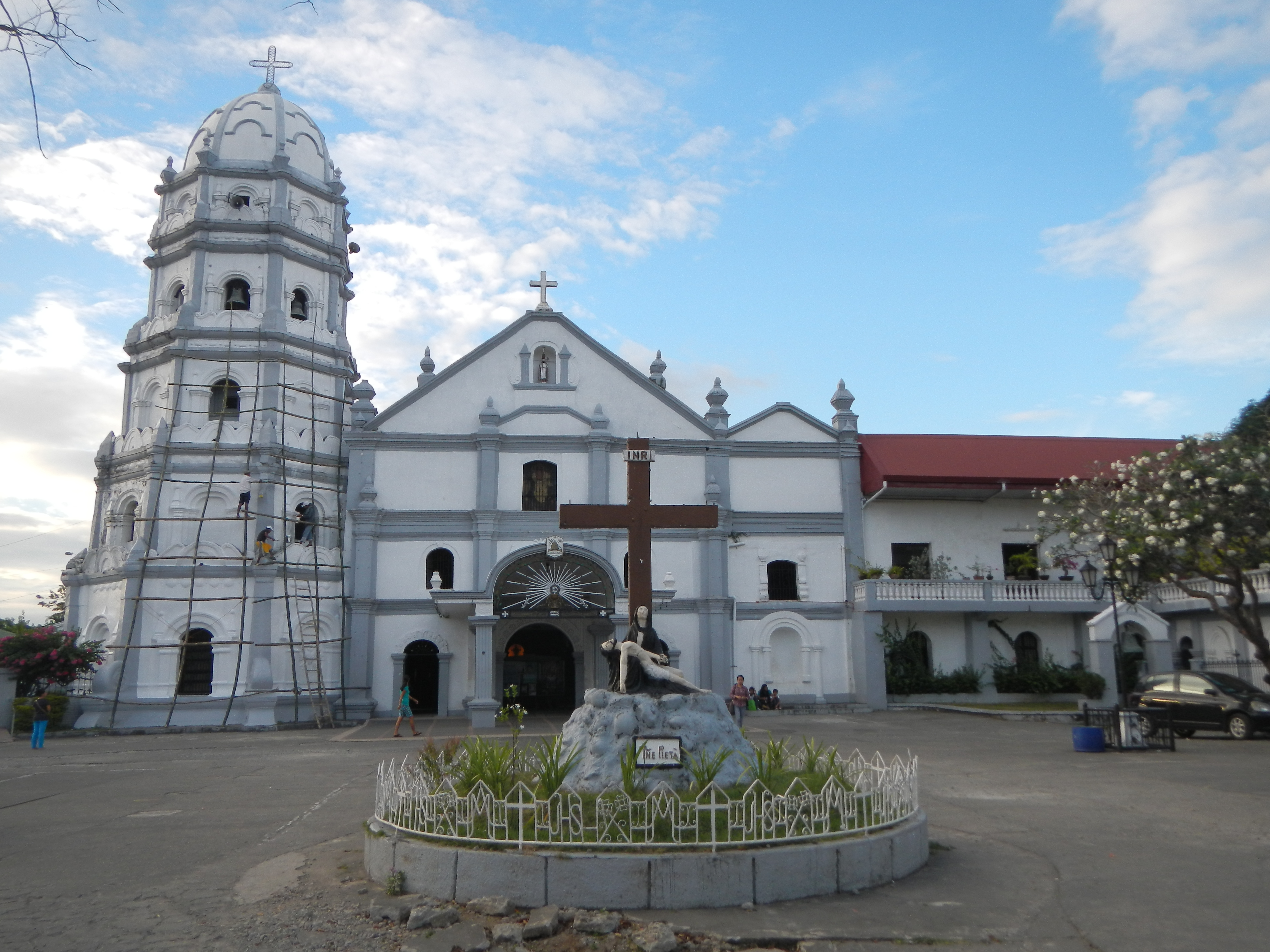
Iglesia de San Fabián.

- Iglesia parroquial católica de San Fabián, que data de 1716